# 梅德利嶺
77°32′S 160°12′E / 77.533°S 160.200°E
梅德利嶺（英語：Medley Ridge）是南極洲的山嶺，位於維多利亞地，從弗萊明山延伸至萊特上冰川南端，以美國研究隊的直昇機技工命名，現時由南極條約體系管理。